# Acetat de vinil
L'acetat de vinil és un compost orgànic, concretament un èster. La seva fórmula molecular o empírica és C  4  H  6  O  2 , i la seva fórmula molecular és CH  3  - COO - CH = CH  2 . L'acetat de vinil, també conegut com a VAM, és un líquid transparent i incolor. Té una aroma de fruites dolces i agradable, però la seva olor pot ser forta i irritant per a certes persones. És possible sentir fàcilment l'olor de l'acetat de vinil quan aquest compost es troba a concentracions en l'aire del voltant de 0,5 ppm (una part d'acetat de vinil en 2 milions de parts d'aire). Aquesta substància química s'evapora ràpidament en l'aire i es dissol fàcilment en l'aigua. És inflamable i pot inflamar-se per acció de la calor, d'espurnes o de flames.
L'acetat de vinil s'utilitza per produir altres substàncies químiques industrials (com els polímers d'acetat de polivinil i els copolímers d'etilè i acetat de vinil). Aquestes altres substàncies químiques s'utilitzen principalment per produir adhesius per a les indústries de l'embalatge i la construcció. També s'utilitzen per elaborar pintures, tèxtils i paper. L'Administració de Drogues i Aliments dels Estats Units d'Amèrica (FDA, per les sigles en anglès) ha determinat que l'acetat de vinil es pot utilitzar en forma segura com a revestiment o com a part del revestiment utilitzat en làmines plàstiques per a la presentació d'aliments i com a agent modificador del midó en els aliments.
L'acetat de vinil no es troba de manera natural en el medi ambient i s'hi incorpora a través de les fàbriques i plantes que el produeixen, utilitzen, emmagatzemen o eliminen. Pot anar a parar als sòls, a l'aire i a l'aigua si es descarrega en abocadors o en altres llocs a l'ambient, on es degrada. La seva vida mitjana (el temps que triga la meitat de la substància química a degradar-se) és d'unes 8 hores a l'aire i 7 dies a l'aigua. No se sap quant de temps roman aquesta substància en els sòls.